# Liste der Wissenschaftsminister von Rheinland-Pfalz
Dieser Artikel enthält eine Liste der Wissenschaftsminister von Rheinland-Pfalz.

## Wissenschaftsminister Rheinland-Pfalz (seit 1991)
| Name                                                           | Amtsantritt                                 | Kabinett                                    | Partei                                      |
| Minister für Wissenschaft und Weiterbildung                    | Minister für Wissenschaft und Weiterbildung | Minister für Wissenschaft und Weiterbildung | Minister für Wissenschaft und Weiterbildung |
| -------------------------------------------------------------- | ------------------------------------------- | ------------------------------------------- | ------------------------------------------- |
| Jürgen Zöllner                                                 | 21. Mai 1991                                | Scharping                                   | SPD                                         |
| Minister für Bildung, Wissenschaft und Weiterbildung           |                                             |                                             |                                             |
| Jürgen Zöllner                                                 | 26. Oktober 1994 20. Mai 1996               | Beck I Beck II                              | SPD                                         |
| Minister für Wissenschaft, Weiterbildung, Forschung und Kultur |                                             |                                             |                                             |
| Jürgen Zöllner                                                 | 18. Mai 2001 18. Mai 2006                   | Beck III Beck IV                            | SPD                                         |
| Minister für Bildung, Wissenschaft, Jugend und Kultur          |                                             |                                             |                                             |
| Doris Ahnen                                                    | 21. November 2006                           | Beck IV                                     | SPD                                         |
| Minister für Bildung, Wissenschaft, Weiterbildung und Kultur   |                                             |                                             |                                             |
| Doris Ahnen                                                    | 18. Mai 2011 16. Januar 2013                | Beck V Dreyer I                             | SPD                                         |
| Vera Reiß                                                      | 12. November 2014                           | Dreyer I                                    | SPD                                         |
| Minister für Wissenschaft, Weiterbildung und Kultur            |                                             |                                             |                                             |
| Konrad Wolf                                                    | 18. Mai 2016                                | Dreyer II                                   | SPD                                         |
| Minister für Wissenschaft und Gesundheit                       |                                             |                                             |                                             |
| Clemens Hoch                                                   | 18. Mai 2021 10. Juli 2024                  | Dreyer III Schweitzer                       | SPD                                         |